# Svefn-g-englar
Svefn-g-englar é uma música da banda de post-rock islandesa Sigur Rós, lançada em seu segundo álbum de estúdio, Ágætis byrjun em 1999.
Foi lançada como single no dia 27 de setembro de 1999. O nome vem do islandês e significa algo como "sonâmbulos" ou "anjos que dormem".

## Características
No single, também foi lançada a faixa "Viðrar vel til loftárása", que também faz parte do álbum e significa algo como "um belo dia para bombardeamentos", e duas músicas gravadas ao vivo no Icelandic Opera House em Reykjavík: "Nýja lagið" ("nova canção"), que nunca foi gravada em estúdio, e "Syndir Guðs" ("pecados de Deus"), que já fora lançada no primeiro álbum do grupo, Von.
Svefn-g-englar é o primeiro single do Sigur Rós e foi lançado no Reino Unido pela Fat Cat Records.
O videoclipe da música foi dirigido por August Jacobsson.

## Uso em filmes e televisão
- "Svefn-g-englar" é bastante conhecida por ter sido usada na trilha sonora do filme Vanilla Sky, de 2001.[4]
- A música também foi tocada em episódios de séries como Queer as Folk,[5] CSI, entre outras.
- "Svefn-g-englar" também foi usada no filme The 11th Hour de 2007.
- A música também faz parte da trilha sonora da peça "Últimos remorsos antes do esquecimento", dirigida por Ivan Sugahara
- Recentemente, a música fez parte da trilha sonora do filme "Beautiful Boy" (2018), entitulado "Querido Menino" no Brasil.